# Чуйков, Евгений Васильевич
Евге́ний Васи́льевич Чуйко́в (18 мая 1924, с. Нижний Реут, Курская губерния — 15 февраля 2000) — украинский художник, с 1960 года — член НСХУ, заслуженный художник Украинской ССР (1977), народный художник Украины (1995), награждён почётной грамотой Президиума Украинской ССР, творил в области станковой живописи.
Считается одним из ведущих пейзажистов Украины последней трети XX века.

## Биография
В 1940—1942 годах учился в Омском художественном училище на живописном факультете.
Призван в ряды действующей армии. За доблесть на фронтах награждён орденами Славы 2 и 3 степеней.
По демобилизации учился в студии Ивана Федянина, затем работал с Г. С. Колосовским.
С 1956 года художник принимал участие в общесоюзных, республиканских и зарубежных выставках.
В 1952—1962 годах — в составе Запорожского областного Общества художников, в состав Союза художников СССР принят в 1960 году.
Два года во Владимире сотрудничал с Кимом Брытовым и Владимиром Юркиным, их творчество произвело на Чуйкова определенное влияние.
Персональные выставки проводились в 1969 и 1985 годах.
Его произведения хранятся в музеях Украины.
Среди известных:
- 1965 — «Весенние поля»,
- 1969 — «Шушенские дали»,
- 1977 — «Над безымянными высотами»,
- 1982 — «Горки Ленинские»,
- «В родном краю»,
- «Карельская осень»,
- «Осенняя тишина»,
- «Пробуждение»,
- «В Михайловском».

Его сын, Чуйков Валерий Евгеньевич, также художник.